# Eschata miranda
Eschata miranda là một loài bướm đêm trong họ Crambidae.